# Партизанский наслег
Партизанский наслег — сельское поселение в Намском улусе Якутии Российской Федерации.
Административный центр — село Партизан.

## История
Статус и границы сельского поселения установлены Законом Республики Саха (Якутия) от 30 ноября 2004 года N 173-З N 353-III «Об установлении границ и о наделении статусом городского и сельского поселений муниципальных образований Республики Саха (Якутия)».

## Население
| 2002  | 2010  | 2011 | 2012 | 2013 | 2014 | 2015 |
| ----- | ----- | ---- | ---- | ---- | ---- | ---- |
| 854   | ↗937  | ↗939 | ↗948 | ↗959 | ↗961 | ↗997 |
| 2016  | 2017  | 2018 | 2019 | 2020 | 2021 |      |
| ↗1022 | ↘1017 | ↘973 | ↘949 | →949 | ↗961 |      |

## Состав сельского поселения
| № | Населённый пункт | Тип населённого пункта       | Население |
| - | ---------------- | ---------------------------- | --------- |
| 1 | Партизан         | село, административный центр | ↗961      |